# Чарльз Де Глоппер
Чарльз Ніланз Де Глоппер (англ. Charles Neilans DeGlopper; нар. 30 листопада 1921, Гранд-Айленд, Нью-Йорк — пом. 9 червня 1944, Манш, Нормандія) — американський військовослужбовець, рядовий першого класу армії США часів Другої світової війни. Кавалер Медалі Пошани (посмертно), удостоєний найвищої відзнаки за проявлений героїзм та самопожертву в ході Нормандської операції. Де Глоппер є єдиним кавалером 325-го полку, удостоєного найвищої військової нагороди США; він також був єдиним солдатом 82-ї повітрянодесантної дивізії часів Другої світової війни, який отримав нагороду за бойові дії під час Нормандської кампанії.

## Біографія
Чарльз Де Глоппер вступив на службу до американської армії у листопаді 1942 року. З квітня 1943 року брав участь у бойових діях у Північній Африці, на Сицилії, в Італії та Франції.
7 червня 1944 року в ході операції «Оверлорд» 325-й полк, у якому проходив службу рядовий першого класу Чарльз Де Глоппер, висадився в ході місій «Ельміра», «Гальвестон» і «Хакенсак» планерами CG-4 Waco та Airspeed Horsa на нормандську землю.
Командир полку полковник Гаррі Льюїсу було наказано переправитись через річку Мердере і допомогти атакувати міст Ла Фієр з протилежного боку. Побачивши невелику ділянку для форсування річки, полковник Льюїс відправив під покривом темряви свій 1-й батальйон, їхнім завданням було напасти на охорону, що захищала міст. Самі під час атаки рота «С» 1-го батальйону була відрізана від решти батальйону. Попри щільний вогонь німців, рядовий першого класу Чарльз Де Глоппер піднявся і, ведучи вогонь зі своєї автоматичної гвинтівки «Браунінг» в атакуючих німців, намагаючись примусити їх зупинитися та дати основним силам роти здійснити маневр.
Хоча був поранений, рядовий Де Глоппер продовжував стояти і стріляти, а при повторному влученні в нього все ще стріляв, хоча стояв на колінах і сильно кровоточив. Завдяки тому, що німці відволіклися на вогонь американського солдата, решта роти «C» змогла вийти з-під обстрілу противника та прорватися до Ла Фієру, де приєдналася до решти свого батальйону.
28 лютого 1946 року, за свої самовіддані дії рядовий першого класу Чарльз Де Глоппер, який загинув під час цього бою, посмертно отримав Медаль Пошани.